# Зверинец (Звёздный путь: Оригинальный сериал)
«Зверинец» (англ. The Menagerie) — одиннадцатый и двенадцатый эпизоды первого сезона американского научно-фантастического сериала «Звёздный путь», имеющие общую сюжетную линию. Выходили под названиями «Зверинец. Часть I» и «Зверинец. Часть II». Впервые были показаны на телеканале NBC 17 и 24 ноября 1966 года и повторены 18 и 25 мая 1967 года соответственно. Сценарий написан создателем сериала — Джином Родденберри. Оба эпизода включают в себя элементы пилотной серии «Клетка», отвергнутой NBC в 1964 году. В 1967 году эпизоды получили премию «Хьюго» за лучшую постановку.

## Сюжет

### Часть 1
В звездную дату 3012.4 звездолёт Федерации «Энтерпрайз» под командованием капитана Джеймса Т. Кирка внезапно меняет курс и прибывает на Звёздную базу 11. Кирк говорит, что получил сообщение с просьбой прибыть туда, но с базы сообщение не отправляли. На базе Кирк встречается с коммандером Мендесом. Капитан «Энтерпрайза» говорит ему, что сообщение было отправлено от капитана флота Кристофера Пайка, бывшего капитана «Энтерпрайза». Мендес говорит, что это невозможно. Во время инспекции Кристофера Пайка на кадетском судне старого звездолёта класса J разрушился отражатель. Пайк спас людей, но сам подвергся сильному облучению δ-лучами. Теперь он не может говорить и двигаться самостоятельно. Он подключён к специальному инвалидному креслу, на котором может ограниченно передвигаться, а общаться с людьми может только посредством лампочки: одна вспышка означает «да», две — «нет».
При встрече Пайк не может вспомнить гостей и отказывается их принять. Споку он разрешает задержаться. Вулканец говорит ему о каком-то месте, до которого всего шесть дней пути. Спок убеждает Пайка, что всё продумал, на что тот мигает лампочкой два раза. Проверив журнал, Кирк узнаёт, что их корабль действительно не получал никакого сообщения с планеты. Капитан пытается понять, что произошло, не беря в расчёт тот факт, что Спок мог его обмануть. Спок пробирается в компьютерный центр станции, обезвреживает дежурного и с помощью компьютера дистанционно задаёт «Энтерпрайзу» маршрут на планету Талос-IV. Экипаж корабля не знает, куда проложен маршрут, так как Спок сделал это засекреченной информацией. Талос-IV является опасной планетой и высадка на неё запрещена. Нарушение этого правила карается смертной казнью. Мендес даёт прочитать Кирку секретный документ «Талос-IV» с пометкой «Только для командования Звёздного Флота». Оттуда Кирк узнаёт, что единственным судном, побывавшим на Талосе является «Энтерпрайз». В то время им командовал капитан Кристофер Пайк, а главным офицером по науке был Спок.
Вскоре замечают пропажу капитана Пайка, в этот же момент Кирк и Мендос узнают, что «Энтерпрайз» снимается с орбиты. Капитан с коммандером начинают преследование звездолёта на челноке звёздной базы. Вскоре у челнока заканчивается топливо и «Энтерпрайз» телепортирует его экипаж на борт. Спок просит доктора МакКоя взять его под стражу по обвинению в мятеже. Экипаж не может отстранить компьютер от управления кораблём. Компьютер сообщает, что это приведёт к короткому замыканию в системе жизнеобеспечения судна и компьютерный контроль нельзя отключить, пока судно не достигнет Талоса-IV.
Созывается предварительное слушание по делу Спока. Спок отказывается от слушания и просит созвать трибунал. Так как для созыва трибунала необходимо три командира, а Пайк все ещё числится в командном составе Объединённой федерации планет, то созывается трибунал. Когда коммандер Мендес спрашивает у Спока о мотивах совершённого, тот показывает трибуналу видеозапись. В видеозаписи рассказывается история 13-летней давности, когда «Энтерпрайз» прилетал к Талосу-IV (см. эпизод «Клетка»).
«Энтерпрайз» засекает сигнал бедствия с планеты Талос-IV. Спок вычисляет, что позывные идут от пропавшего 18 лет назад звездолёта «Колумбия». Десантный отряд под командованием Пайка телепортируется на поверхность планеты. Там они находят группу выживших учёных, среди которых есть молодая девушка Вина, родившаяся перед самым крушением. Пайк ею заинтересовался, в результате чего оказался захвачен талосианцами, живущими под землей. Как оказалось, и сигнал бедствия, и оставшиеся в живых ученые пропавшей экспедиции, кроме Вины, были всего лишь иллюзиями для приманки, созданными талосианцами.
На «Энтерпрайз» приходит сообщение, что в нарушение запрета, корабль принимает сообщения с Талоса-IV. Оказалось, что то видео напрямую передавалось с планеты, что разъяснило ситуацию для Кирка, который не мог понять, кто сделал эту запись. Также капитана Кирка отстраняют от командования, а временным капитаном назначают Мендеса. Мендес приказывает Споку перевести корабль на ручное управление, но тот отказывается. Спока запирают в каюте.

### Часть 2
Суд продолжается, несмотря на просьбу командования Звёздного флота прекратить приём данных с Талоса. Когда-то Талос обезлюдел, теперь же талосианцы хотят заселить поверхность планеты, для чего им понадобились Пайк и Вина. Их талосианцы хотят использовать вместо здорового «племенного скота».
Талосиане используют силу иллюзий, чтобы как можно сильнее привлечь Пайка к Вине. Её представляют в различных ролях: ригелианская принцесса, зелёная женщина с Ориона и т. д. Но Пайк сопротивляется. Тогда талосианцы переносят с «Энтерпрайза» Первого Помощника и рядовую, дабы продолжить дальнейшее искушение капитана. Однако Пайк обнаружил, что примитивные человеческие эмоции, вроде гнева, злости, полностью нейтрализуют способности талосианцев воздействовать на мозг. В результате он и все три женщины убегают на поверхность планеты.
Талосиане останавливают Пайка и его спутниц прежде, чем те смогли телепортироваться на корабль, но капитан отказывается вести переговоры, угрожая убить себя и других, но не подчиниться требованиям талосианцев. Испугавшись потери единственного источника вторичного заселения, талосиане изучают «Энтерпрайз» и приходят к выводу, что человеческий род слишком независим, чтобы можно было им управлять.
Оставшись практически без выбора, талосианцы освобождают людей. Первый помощник и рядовая телепортируются на корабль, Пайк на время остается с Виной, убеждая её улететь с ним. Но Вина не может оставить планету, — единственная оставшаяся в живых из научной экспедиции, действительно потерпевшей крушение на Талосе IV, она была ужасно искалечена. Талосианцы восстановили её, но они никогда не видели людей и не знали их физиологию, поэтому без образца не смогли вернуть ей прежний облик, и только при помощи иллюзий она казалась красивой и здоровой. Талосиане показывают Пайку её настоящий облик, и Вина рассказывает ему свою историю. Но ещё до телепортации капитана на корабль талосиане возвращают иллюзию, — Вина снова красива, а рядом с ней появилась ещё одна фигура — иллюзия Кристофера Пайка.
После завершения видео коммандер исчезает. Его присутствие на корабле и в челноке было иллюзией, созданной талосианцами. Они приглашают капитана Пайка провести у них остаток жизни, освободившись от физического тела. Со Звёздной базы приходит сообщение. Оно гласит, что в связи с заслугами капитана Пайка приказ № 7, запрещающий контакты с талосианцами приостановлен. Против Спока не будет предпринято никаких действий. Кирк спрашивает у Пайка, желает ли он отправиться на Талос-IV, тот соглашается и Спок сопровождает его в транспортаторную.

## Отзывы и награды
В 1967 году эпизод стал лауреатом американской научно-фантастической премии Хьюго, обогнав фильмы «Фантастическое путешествие» и «451° по Фаренгейту». Также на Хьюго были номинированы другие эпизоды первого сезона: «Время обнажиться» и «Корбомитный манёвр».
Зак Хэндлен из газеты The A.V. Club поставил эпизоду оценку «B−». Хотя оценка оказалась невысока, он отметил несколько запоминающихся вещей: внешний вид Пайка после катастрофы и его неопределённая судьба.
В 2016 году The Hollywood Reporter поставил эпизод на 32-е место среди лучших телевизионных эпизодов всех телевизионных франшиз «Звёздный путь», включая живые выступления и мультсериалы, но не считая фильмы.

## Ремастеринг
В 2006 году к сорокалетию «Звёздного пути» был сделан ремастеринг всех эпизодов сериала. Помимо улучшения видео и аудио, а также полностью компьютерной модели «Энтерпрайза», были сделаны следующие изменения:
- Новая версия запуска, когда «камера» снаружи корабля проникает на мостик через купол. Мостик и герои были воссозданы в компьютерной графике, они заменяются живыми актёрами во время первых слов Спока.
- Кадры со Звёздной базой 11 были обработаны на компьютере, некоторые детали перерисовали на более реалистичные.
- На челноке Звёздной базы появилось название «Пикассо».
- Видны движущиеся звёзды за иллюминатором в помещении капитана Пайка.
- Более реалистичный рельеф Талоса-IV.
- Были убраны сцены, в которых Спок проявляет эмоции (улыбается, когда впервые видит талосианские цветы, и пугается, когда облучают корабль).
- В сцене пикника Пайка и Вины заменён фон на более реалистичный.